# Kašima (Ibaraki)
Kašima (japonsky: 鹿嶋市; Kašima-ši) je město v japonské prefektuře Ibaraki v regionu Kantó. K 1. říjnu 2010 mělo město 66 249 obyvatel při hustotě zalidnění 708 obyvatel na km². Celková rozloha města je 93,57 km².

## Rodáci
- Šiho Ogawaová (* 1988) – fotbalistka